# Kris Boyd
Kris Boyd (født 18. august 1983 i Irvine, Skotland) er en skotsk fodboldspiller, der spiller som angriber hos Kilmarnock i hjemlandet. Han har også tidligere repræsenteret blandt andet Rangers og Middlesbrough.
Boyd blev med Rangers F.C. skotsk mester i 2009 og 2010 og vandt i 2008 og 2009 den skotske pokalturnering og i 2008 og 2010 Liga Cuppen. Tre gange, i 2006, 2007 og 2009 er han desuden blevet topscorer i den skotske liga.

## Landshold
Boyd står (pr. april 2018) noteret for 18 kampe og syv scoringer for Skotlands landshold, som han debuterede for den 11. maj 2006 i et opgør mod Bulgarien. Kampen udviklede sig til en drømmedebut, hvor Boyd scorede to mål.  

## Titler
Skotsk Premier League
- 2009 og 2010 med Rangers F.C.

Skotsk FA Cup
- 2008 og 2009 med Rangers F.C.

Skotsk Liga Cup
- 2008 og 2010 med Rangers F.C.